# Padangkanel
Padangkanel (Cinnamomum burmannii) är en lagerväxtart och en av de största källorna till kryddan kanel. Växten beskrevs först av bröderna Christian Gottfried Daniel och Theodor Friedrich Ludwig Nees von Esenbeck, och fick sitt nu gällande vetenskapliga namn av Carl Ludwig von Blume. Padangkanel ingår i släktet Cinnamomum och familjen lagerväxter. Inga underarter finns listade i Catalogue of Life.
Växten odlas på olika håll i främst Indonesien, och det har fått sitt svenska trivialnamn från staden Padang på Sumatra. Från padangkanel kommer den största mängden av malen kanel på den internationella kryddmarknaden.

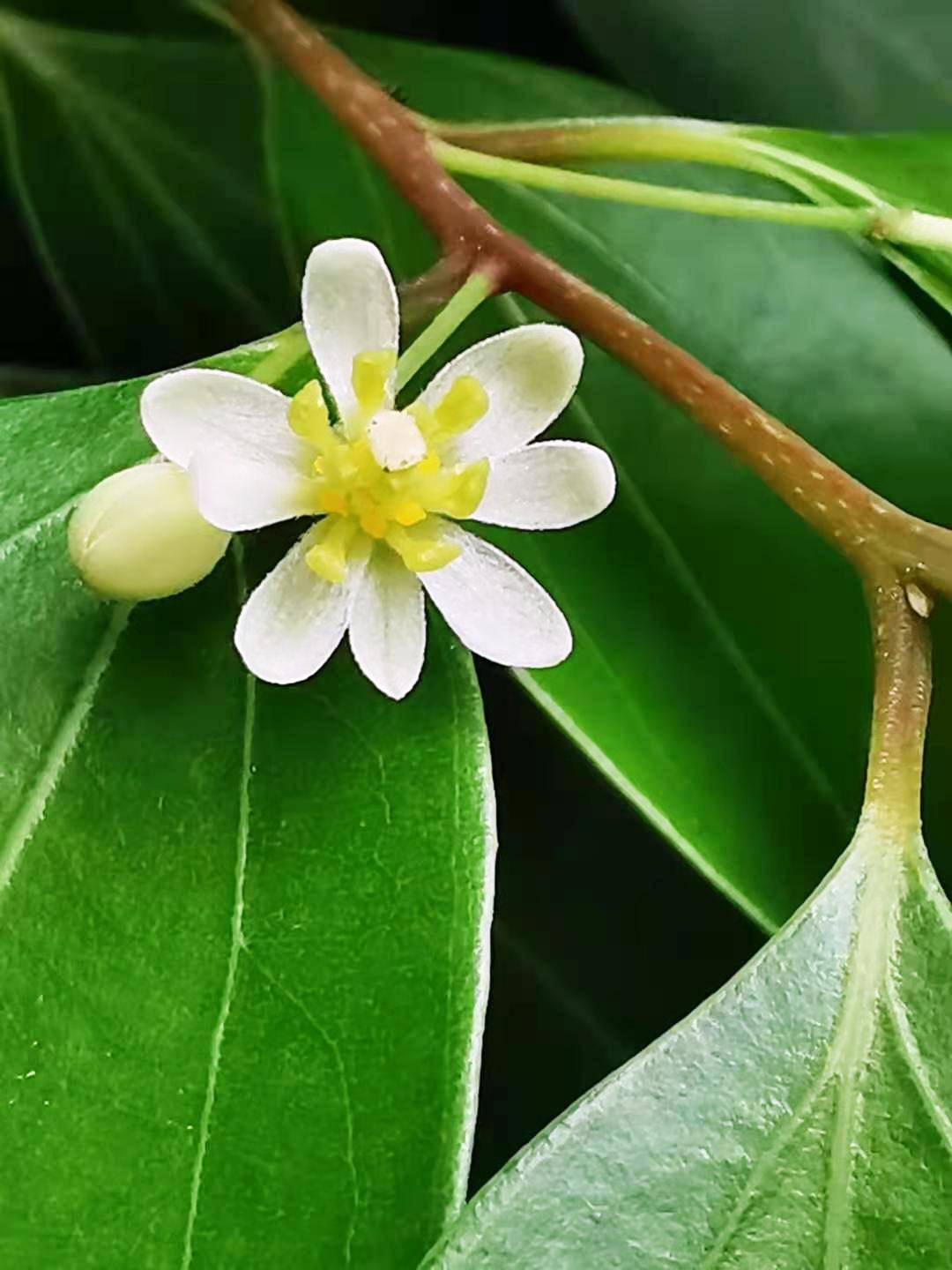
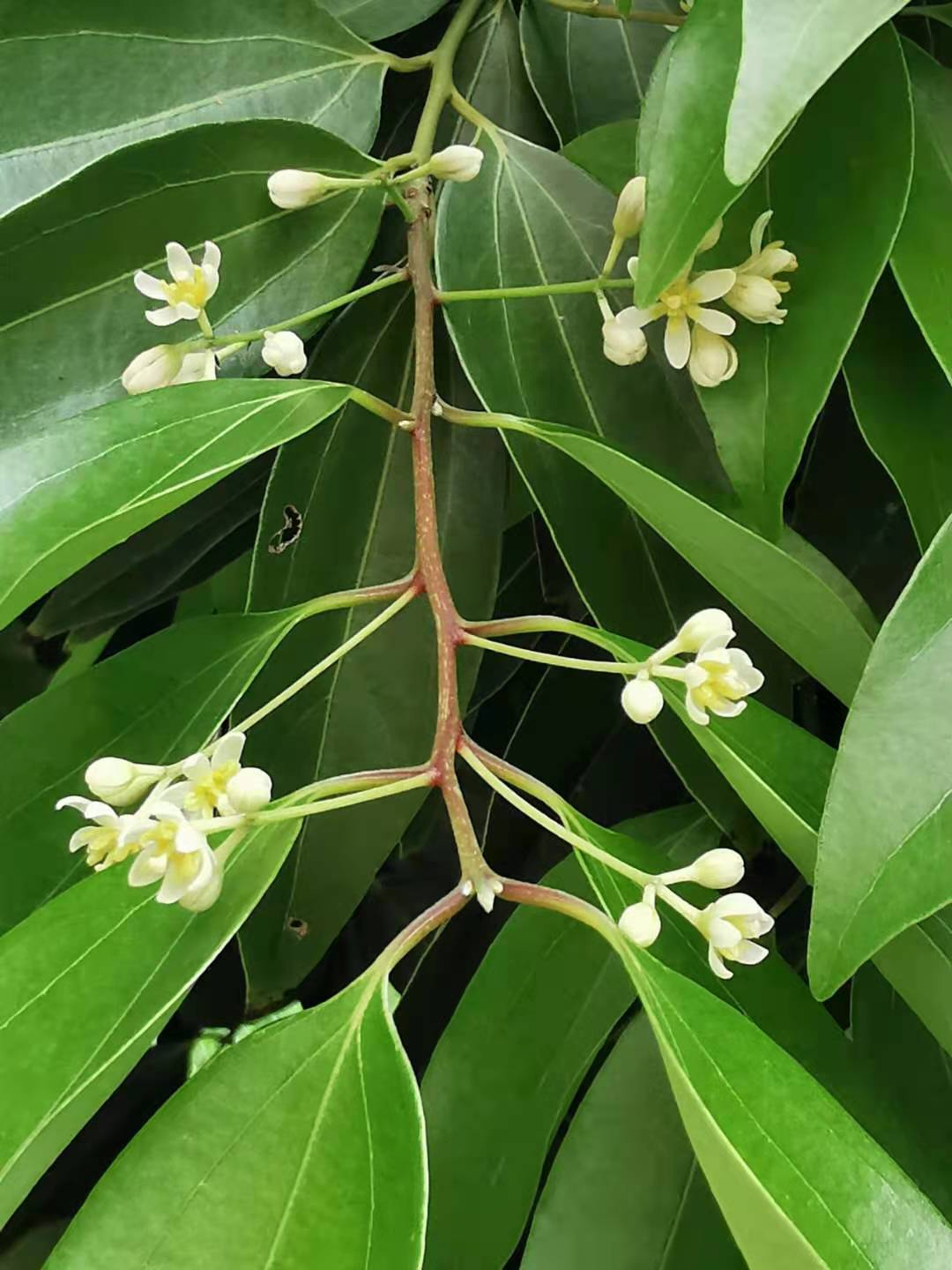
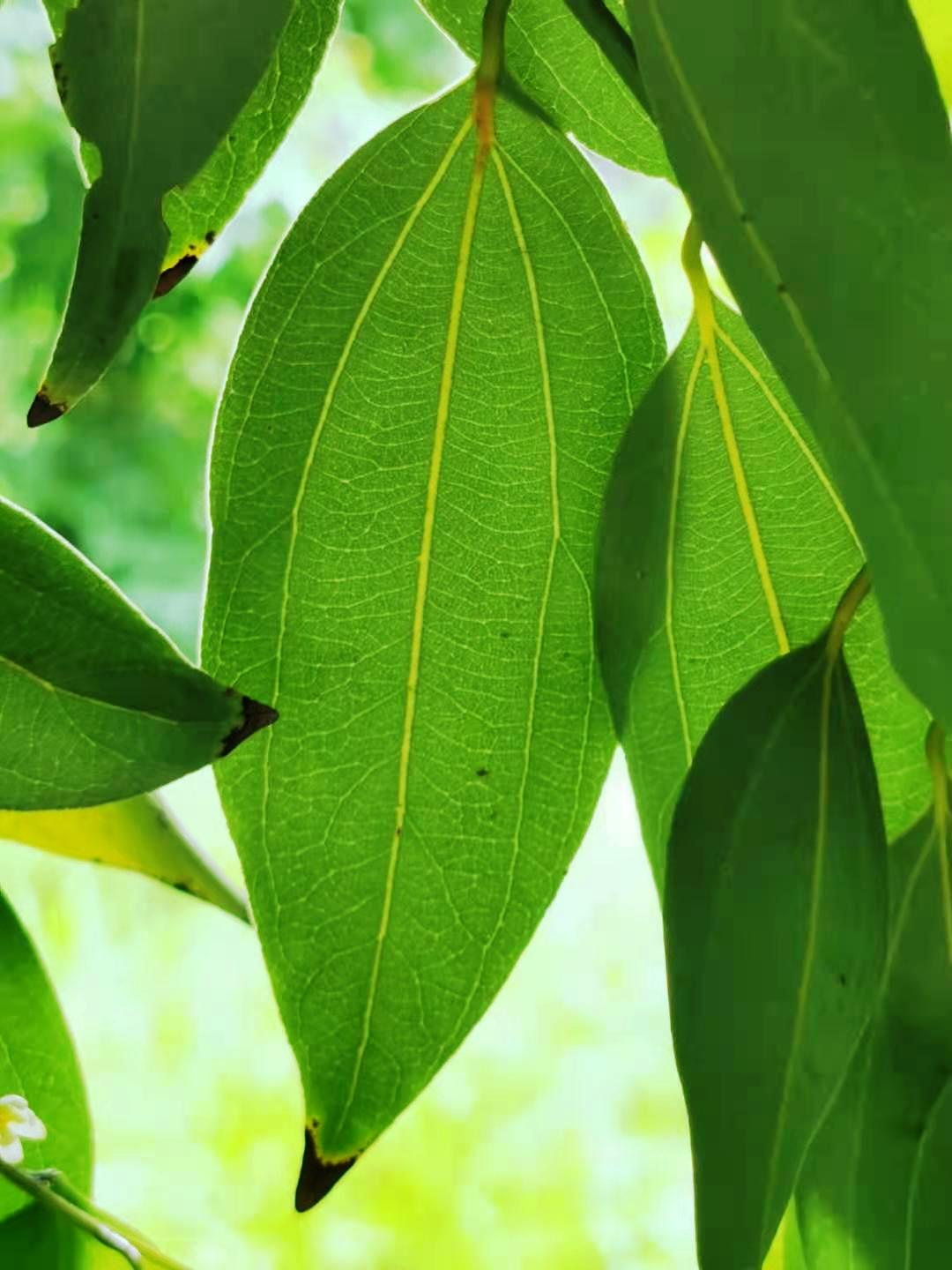
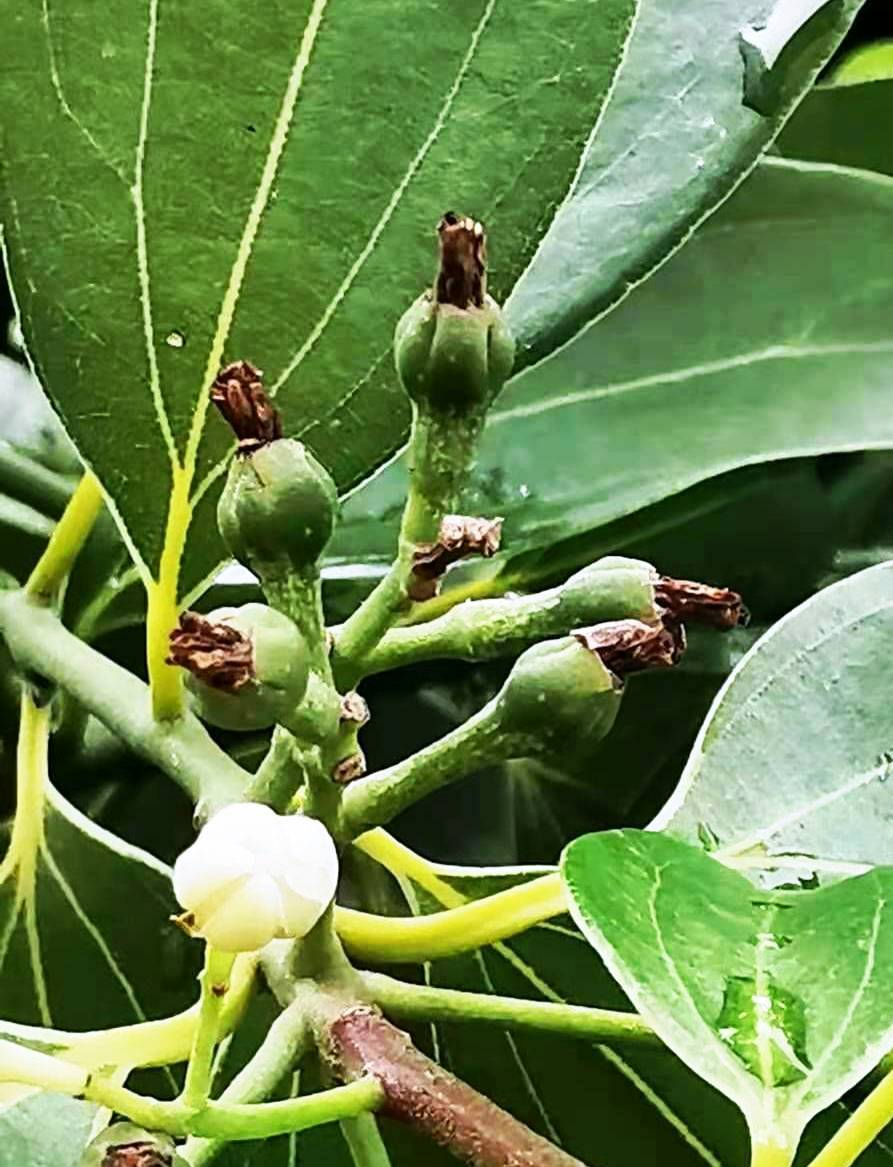
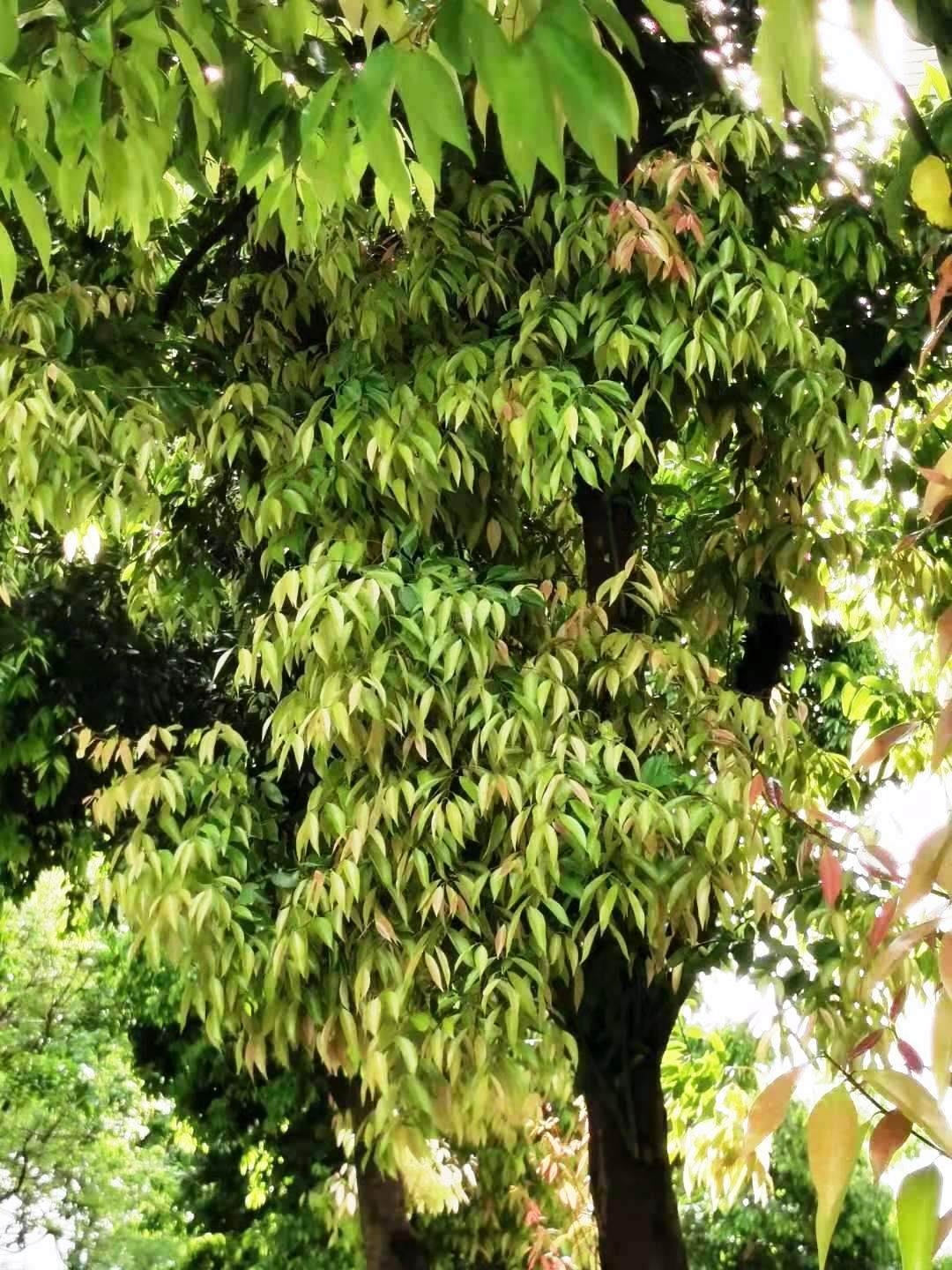
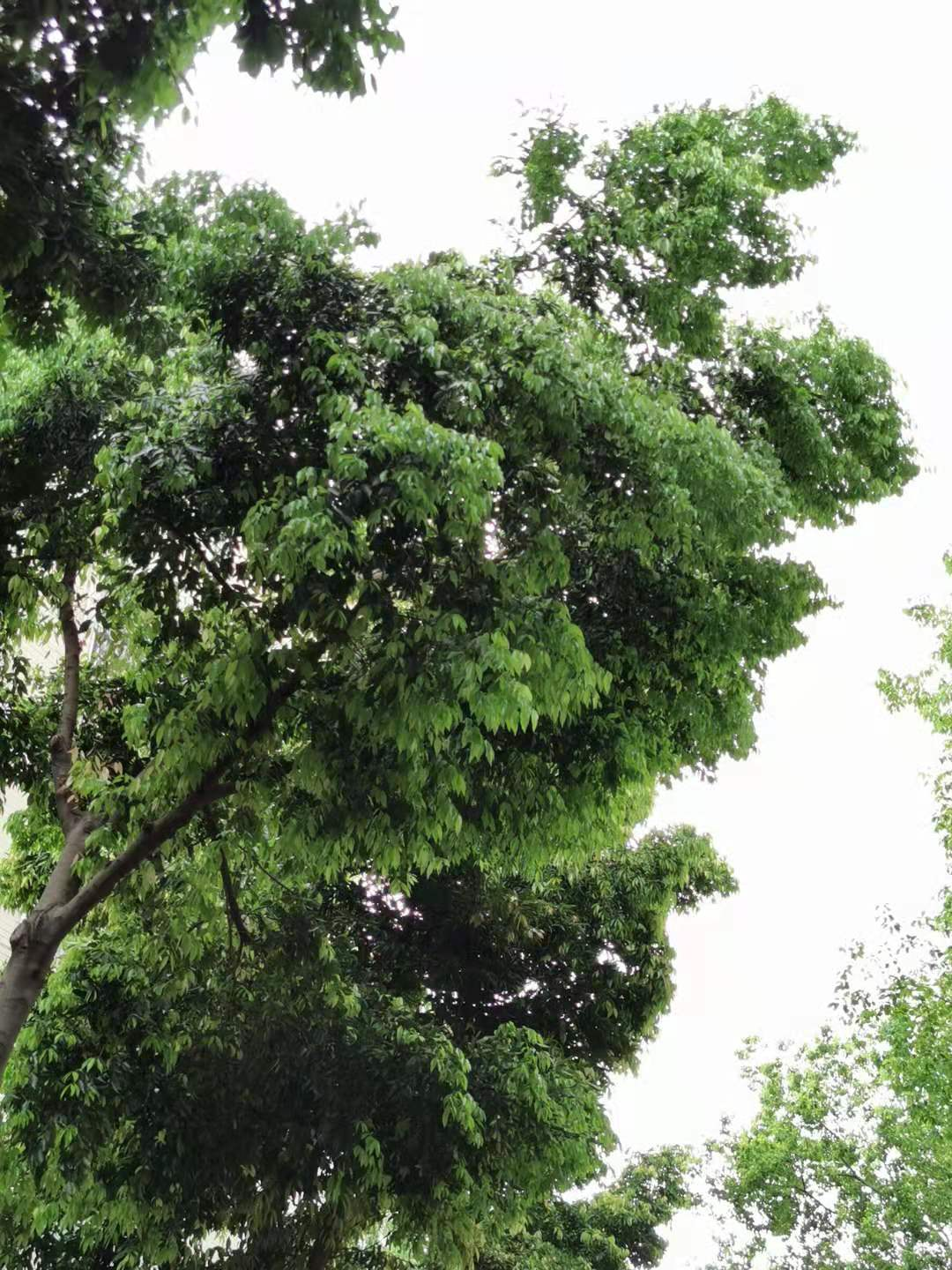